# JAK-füzetek
A JAK-füzetek a József Attila Kör legfontosabb, 1982-ben indult kiadvány-sorozata, mely a fiatal írók, költők, kritikusok pályakezdését segíti elő. Kezdetben a Magvető kiadó jelentette meg.
Az első 54 kiadvány (1991) után, 1992-től, az 55-től JAK sorozatcímmel jelenik meg. Újratervezett küllemmel, megváltozott szerkesztőkkel, ill. változó (társ)kiadókkal: Kijárat, L'Harmattan, Ulpius-ház, Prae.hu etc.
Indulása óta kétszáznál is több JAK-kiadvány látott napvilágot. Olyan neves hazai szerzők kötetei jelentek meg a sorozatban, mint Nádas Péter, Esterházy Péter, Sziveri János, Petőcz András, Zalán Tibor, Simon Balázs, Bartis Attila, Hazai Attila, Darvasi László, Gellén-Miklós Gábor, Kemény István, Szijj Ferenc, Borbély Szilárd, Schein Gábor, Térey János, Tóth Krisztina, Grecsó Krisztián, Erdős Virág, Győrffy Ákos, Lanczkor Gábor, Sirokai Mátyás, Málik Roland, Nemes Z. Márió, Bajtai András és Pollágh Péter.

## JAK-füzetek
- 1. Dérczy Péter (szerk.): Fasírt avagy viták a „fiatal irodalomról”, Magvető, 1982 (antológia, tanulmány)
- 2. Kulcsár-Szabó Ernő, Zalán Tibor (szerk.): Ver(s)ziók - Formák és kísérletek a legújabb magyar lírában, Magvető, 1982, (antológia, vers)
- 3. Bókay Antal, Jádi Ferenc, Stark András: „Köztetek lettem én bolond” - Sors és vers József Attila utolsó éveiben, Magvető, 1982 (antológia, tanulmány)
- 4. Török László: Módosulások, Magvető, 1983 (fotográfia)
- 5. Nádas Péter: Nézőtér, Magvető, 1983 (tanulmány, színház)
- 6. Esterházy Péter: Daisy, Magvető, 1984 (librettó)
- 7. Kamarás István, Varga Csaba: Reformvár, Magvető, 1984 (tanulmány, szociológia)
- 8. Zalán Tibor: Opus N3: Koga, Magvető, 1984 (vers)
- 9. Parti Nagy Lajos (szerk.): Ká! Ká! Ká! - A Fölöspéldány gyűjtése, Magvető, 1986 (antológia, vers)
- 10. Petőcz András: Önéletrajzi kísérletek, Magvető, 1984 (vers)
- 11. Molnár Miklós: Processzusok, Magvető, 1984 (novella)
- 12. Varga Imre: Ember/Világ rapszódia, Magvető, 1985 (vers)
- 13. Csordás Gábor (szerk.): „Mű? Munkás”, Magvető, 1985 (antológia, tanulmány)
- 14. Györe Balázs, Rácz Péter, Tábor Ádám (szerk.): Lélegzet, Magvető, 1985 (antológia, vers)
- 15. Balaskó Jenő: Mini ciklon, Magvető, 1985 (vers)
- 16. Bálint B. András: Mint a szarvas a folyóvizekre, Magvető, 1985 (riport, szociográfia)
- 17. Szegedy-Maszák Mihály (szerk.): A mindentudás igézete - Tanulmányok Németh Lászlóról, Magvető, 1985 (antológia, tanulmány)
- 18. Körmendi Lajos: Boldog emberek, Magvető, 1985 (riport, szociográfia)
- 19. Székely Ákos: Verbafrodita nász, Magvető, 1985 (vers)
- 20. Garaczi László: Plasztik, Magvető, 1985 (novella)
- 21. Elek István, Vilmon Gyula, Pócs Péter (szerk.): Üdvözlet - antológia, Magvető, 1986 (vers)
- 22. Varga Vera: Történet és Háttér, Magvető, 1986 (novella, esszé)
- 23. Kálmán Béla, Elek István, Jankovics József, Kulcsár Szabó Ernő, Parti Nagy Lajos (szerk.): „Kováts” – jelenlét-revü, Magvető, 1986 (vers)
- 24. Endrődi Szabó Ernő: Lelet, Magvető, 1986 (vers)
- 25. Lábass Endre: Az ünnep, Magvető, 1987 (próza és fotográfia)
- 26. Gera Mihály, Török László (szerk.): 21 fotográfus, Magvető, 1987 (fotográfia)
- 27. Géczi János: Vadnarancsok II., Magvető, 1987 (szociográfia)
- 28. Glauziusz Tamás: Pajkos nő az árnyas utcán, Magvető, 1987 (regény)
- 29. Mészáros Sándor: A kék hegyeken túl..., Magvető, 1987 (regény)
- 30. Bódy Gábor: Tüzes angyal / Psychotechnikum azaz Gulliver mindenekelőtti utazása Digitáliában, Magvető, 1987 (forgatókönyv)
- 31. Fabó Kinga: A határon, Magvető, 1987 (tanulmány, esszé)
- 32. Hekerle László: A nincstelenség előtt, Magvető, 1988 (tanulmány, kritika)
- 33. Ambrus Lajos: Eldorádó, Magvető, 1988 (regény)
- 34. Bertha Zoltán: A szellem jelzőfényei, Magvető, 1988 (tanulmány)
- 35. Zelei Miklós: Ágytörténetek, Magvető, 1988 (novella)
- 36. Radnóti Sándor: Mi az, hogy beszélgetés?, Magvető, 1988 (kritika)
- 37. Molnár Miklós: Nincs/van tovább, Magvető, 1988 (vers)
- 38. Köles Sándor, Varga Csaba (szerk.): A helyi cselekvés, Magvető, 1988 (tanulmány)
- 39. Elek István: Társadalomkritika és radikális reform, Magvető, 1988 (tanulmány)
- 40. Sziveri János: Szájbarágás, Magvető, 1988 (vers)
- 41. Balassa Péter (szerk.): Diptychon - Elemzések Esterházy Péter és Nádas Péter műveiről 1986-88, Magvető, 1988 (tanulmány)
- 42. Balázs Attila: Ki tette a macskát a postaládába?, Magvető, 1989 (regény)
- 43. Markó Béla: Mindenki autóbusza, Magvető, 1989 (vers)
- 44. Füzi László: Szerepek és lehetőségek, Magvető, 1990 (tanulmány)
- 45. Szörényi László: „Multaddal valamit kezdeni”, Magvető, 1989 (tanulmány, esszé)
- 46. Szikszai Károly: Sebek a vizen, Magvető, 1989 (vers)
- 47. Andrassew Iván: Végrend, Magvető, 1989 (elbeszélés)
- 48. Bacsó Béla: A megértés művészete – A művészet megértése, Magvető, 1989 (tanulmány)
- 49. Szabados György, Váczi Tamás: A zene kettős természetű fénye, Magvető, 1990 (tanulmány)
- 50. Galántai György, Szkárosi Endre: Szellőző művek, Magvető, 1990
- 51. Fráter Zoltán, Petőcz András (szerk.): Médium-Art - Válogatás a magyar experimentális költészetből, Magvető, 1990 (vers)
- 52. Szijj Ferenc: A lassú élet titka, Magvető, 1990 (vers)
- 53. P. Müller Péter: A groteszk dramaturgiája, Magvető, 1990 (tanulmány)
- 54. Keresztury Tibor: Félterpeszben - Arcképek az újabb magyar irodalomból, Magvető, 1991 (interjú)

## JAK
- 55. Solymosi Bálint: A műnéger
- 56. Szijj Ferenc: A futás napja
- 57. Beck András: Nincs megoldás, mert nincs probléma
- 58. Rugási Gyula: Szent Orpheus arcképe
- 59. Darvasi László: A portugálok
- 60. Jónás Csaba: Felderítés
- 61. Térey János: A természetes arrogancia
- 62. Babics Imre: Két lépés a függőhídon
- 63. Podmaniczky Szilárd: Haggyatok lótuszülésben
- 64. Kemény István: A koboldkórus
- 65. Láng Zsolt: Perényi szabadulása
- 66. Kőrösi Zoltán: Felrombolás - magánirodalmi beszélgetések
- 67. Bényei Tamás: Esendő szörnyeink és más történetek
- 68. Galántai Zoltán: Őszbirodalom
- 69. Wirth Imre: Történetek az eszkimóháborúból
- 70. Németh Gábor: Eleven hal
- 71. Simon Balázs: Nimród
- 72. Szilasi László: Miért engedjük át az ácsnak az építkezés örömét
- 73. Peer Krisztián: Belső Robinson
- 74. Farkas Zsolt: Mindentől ugyanannyira
- 75. Üvegezés - Műhelytanulmányok Márton László regényéről
- 76. Bartis Attila: A séta
- 77. Zeke Gyula: Idősb hölgy három ujja vállamon
- 78. Borbély Szilárd: Mint. Minden. Alkalom.
- 79. Kun Árpád: Esőkönyv
- 80. Hazai Attila: Szilvia szüzessége
- 81. Szilágyi Márton: Kritikai berek
- 82. Faragó Ferenc: A flox
- 83. Szirák Péter: Az Úr nem tud szaxofonozni
- 84. Ménes Attila: Nyugati utcai rémtörténetek
- 85. M. Nagy Miklós: Nikkelszamovár
- 86. Schein Gábor: Elhangolás
- 87. Babarczy Eszter: A ház, a kert, az utca
- 88. Salamon András: A kutyák nem felejtenek
- 89. Kurdy Fehér János: Valóság Museion
- 90. Kitolási szakasz - Fiatal filozófusok antológiája
- 91. Gerevich András: Átadom a pórázt
- 92. Halasi Zoltán: 33 vers
- 93. Tóth Krisztina: Az árnyékember
- 94. Zoltán Gábor: Vásárlók könyve
- 95. Boldizsár Ildikó: Varázslás és fogyókúra
- 96. Kulcsár-Szabó Zoltán: Az olvasás lehetőségei
- 97. Papp András: Te beszállsz a bárkába
- 98. Kékesi Kun Árpád: Tükörképek lázadása
- 99. Halász Margit: Forgószél
- 100. Imreh András: Aminek két neve van
- 101. Győrei Zsolt, Schlachtovszky Csaba: Rostáltatás a magtárban
- 102. Jász Attila: Miért Szicília
- 103. Erdős Virág: Belső udvar
- 104. Balogh B. Márton: Japán fürdő
- 105. Grecsó Krisztián: Angyalkacsinálás
- 106. Kötelezők - Tanulmányok világirodalmi klasszikusokról
- 107. Kis Ottó: Szövetek
- 108. Bence Ottó: Mesebeszéd
- 109. Adaptációk - Film és irodalom egymásra hatása
- 110. Jánossy Lajos: Nulladik óra
- 111. Király Levente: A legkisebb
- 112. Müllner András: Kőrösi Csoma Sándor
- 113. Bazsányi Sándor: A szájalás szomorúsága
- 114. Miscellanea - Tanulmányok a régi magyar irodalomról
- 115. Czifrik Balázs: Hullám, híd, háló
- 116. Latzkovits Miklós: Hogyan tanultam meg koptul?
- 117. Filó Vera: emlékszoba kiadó
- 118. Balázs Imre József: A Dél-Párizs nyárikert
- 119. Selyem Zsuzsa: Valami helyet
- 120. Váradi Péter: A liliom paradigma
- 121. Bódis Kriszta: Mind csak idegenyebb úgy
- 122. Szécsi Noémi: Finnugor vámpír
- 123. Jenei László: Ikerszobrok
- 124. Vágvölgyi B. András: Neondélibáb
- 125. Gellén-Miklós Gábor: Rossz alvó
- 126. Acsai Roland: Természetes ellenség
- 127. Antal Balázs: Öreg
- 128. Kiss Noémi: Tájgyakorlatok
- 129. Egytucat - Kortárs magyar írók női szemmel
- 130. Győrffy Ákos: Akutagava noteszéből
- 131. Besze Flóra: Reggeltől estig
- 132. Horváth Viktor: ÁT avagy New York-variációk
- 133. Hites Sándor: A múltnak kútja
- 134. Palkó Gábor: A modernség alakzatai
- 135. Pollágh Péter: Fogalom
- 136. Halmai Tamás: Amsterdam blue
- 137. Lanczkor Gábor: A tiszta ész
- 138. Mogyorósi László: Ugyanaz a szépség
- 139. Művészet és hatalom - A Kádár-korszak művészete
- 140. Wizner Vég Balázs: Az argentin nő
- 141. Győrei Zsolt, Schlachtovszky Csaba: A passzív apaszív
- 142. Turányi Tamás: Kerek Szeptember
- 143. Sopotnik Zoltán: Az őszinteség közepe
- 144. Nemes Z. Márió: Alkalmi magyarázatok a húsról
- 145. Amihez mindenki ért... - Kultúratudományi tanulmányok
- 146. Tétényi Csaba: Akkor sem biztosítási esemény
- 147. Málik Roland: Ördög
- 148. Kiss Tibor: Ventilátor blues
- 149. Dunajcsik Mátyás: Repülési kézikönyv
- 150. Egészrész - Fiatal költők antológiája
- 151. Szilágyi-Nagy Ildikó: Valami jó testnyílás
- 152. Varga Zoltán Tamás: A kert. Lassú mozgás
- 153. Filozófia és irodalom
- 154. Farkas Tibor: Pártmobil
- 155. Sirokai Mátyás: Pohárutca
- 156. Keresztesi József: A Karácsondi út
- 157. Bajtai András: Betűember
- 158. L. Varga Péter: A metamorfózis retorikái
- 159. Milián Orsolya: Képes beszéd
- 160. Bizarr játékok - Fiatal irodalomtörténészek fiatal írókról-költőkről
- 161. Ayhan Gökhan: Fotelapa
- 162. Kele Fodor Ákos: Textolátria
- 163. Kabai Lóránt: klór
- 164. Deák Botond: Egyszeri tél
- 165. Add ide a drámád!
- 166. Friss dió - A Műhely Kör antológiája
- 167. Deres Kornélia: Szőrapa
- 168. Szabó Marcell: A szorítás alakja
- 169. Aaron Blumm: Biciklizéseink Török Zolival
- 170. Csobánka Zsuzsa: Belém az ujját
- 171. Áfra János: Glaukóma
- 172. Bencsik Orsolya: Akció van!
- 173. Váradi Nagy Pál: Urbia
- 174. Add ide a drámád! - Alternatív drámaantológia
- 175. Nagypál István: A fiúkról
- 176. Németh György: A József Attila Kör története
- 177. Szil Ágnes: Tangram (A 2012-es JAKkendő-díj nyertese)
- 178. Bicskei Gabriella: Puha kert
- 179. Fenyvesi Orsolya: Tükrök állatai
- 180. Farkas Arnold Levente: A másik Júdás
- 181. Pál Sándor Attila: Pontozó
- 182. Gyányi Levente: N.A.O. - Népszerű ajánlatok az óvóhelyről
- 183. Szávai Attila: Hetedik emelet
- 184. Lesi Zoltán: Merül
- 185. Mán-Várhegyi Réka: Boldogtalanság az Auróra-telepen (A 2013-as JAKkendő-díj nyertese)
- 186. Nagy Márta Júlia: Ophélia a kádban
- 187. Pallag Zoltán: Noir
- 188. Kerber Balázs: Alszom rendszertelenül
- 189. Nemes Z. Márió: A preparáció jegyében
- 190: Lapis József: 'Líra 2.0: közelítések a kortárs magyar költészethez
- 191: Urbán Ákos: Egy helyben
- 192: Ijjas Tamás: Hipnózis
- 193: Áfra János (szerk.): R25 – A rendszerváltás után született generáció (antológia)
- 194: Papp-Zakor Ilka: Angyalvacsora (A 2014-es JAKkendő-díj nyertese)
- 195: Fekete Richárd: Bányaidő
- 196: Toroczkay András: A labirintusból haza
- 197: Turi Márton: Rejtekutak a pusztaságban - írások a huszadik századi és kortárs orosz prózából
- 198: Nagy Kata: Inkognitóablak
- 199: Horváth Benji: Az amnézia útja
- 200: Turista és zarándok - esszék és tanulmányok Kemény Istvánról
- 201: Tolvaj Zoltán: Fantomiker
- 202: Molnár T. Eszter: A számozottak
- 203: Fekete I. Alfonz: A mosolygó zsonglőr
- 204: Deres Kornélia: Képkalapács - színház, technológia, intermedialitás
- 205: Csutak Gabi: Csendélet sárkánnyal
- 206: Baróthy Zoltán: Az Amcsalat hegység tiszta levegője
- 207: Szeles Judit: Szextáns
- 208: Németh Bálint: A hangyák élete
- 209: Simon Bettina: Strand